# Takashi Ono
Takashi Ono (jap. 小野喬 Ono Takashi;  ur. 26 lipca 1931 w Noshiro) – japoński gimnastyk. Wielokrotny medalista olimpijski.
Na igrzyskach debiutował w Helsinkach w 1952, ostatni raz wystąpił w Tokio 12 lat później. Za każdym razem, podczas czterech startów, zdobywał medale (łącznie trzynaście). Wielokrotnie był medalistą mistrzostw świata.
W 1998 został uhonorowany miejscem w Hall of Fame Gimnastyki. Medalistką olimpijską w gimnastyce była także jego żona Kiyoko Ono.

## Starty olimpijskie
Helsinki 1952
- skok – brąz

Melbourne 1956
- drążek – złoto
- wielobój, drużyna, koń z łękami – srebro
- poręcze – brąz

Rzym 1960
- skok, drużyna, drążek – złoto
- wielobój – srebro
- kółka, poręcze – brąz

Tokio 1964
- drużyna – złoto